# ألبرت فيكتور واترس
ألبرت فيكتور واترس هو سياسي كندي، ولد في 10 مايو 1896 في تورونتو في كندا، وتوفي في 4 مايو 1953 في كوتشران في كندا. حزبياً، نشط في حزب أونتاريو المحافظ التقدمي. وقد انتخب عضو برلمان مقاطعة أونتاريو.